# 大谷紅緒
大谷 紅緒（おおたに べにお、2009年10月30日 - ）は、日本の子役。

## 出演

### バラエティー
- 天才てれびくんhello,（2020年度 - 2022年度、NHK Eテレ） - てれび戦士

### DVD
- 東京書籍「国際教材」